# Clemens von Oer (1768–1834)
Freiherr Clemens Wenceslaus Maria Aloysius Franciscus Antonius von Oer (* 8. Juni 1768 auf Haus Egelborg bei Legden; † 10. März 1834 in Erfurt) war ein preußischer Gutsbesitzer und Landrat des Kreises Beckum von 1816 bis 1827.

## Leben
Als Sohn von Franz Ludolf von Oer und Klara Franziska Freiin von der Recke entstammte Clemens von Oer dem westfälischen Uradel des Vestes Recklinghausen. Franz Ludolf von Oer (1705–1771) hatte dem Osnabrücker Domkapitel angehört, jedoch nur die niederen Weihen empfangen. Als sein älterer Bruder ohne Nachkommen starb, schied er aus dem Domkapitel aus, heiratete er und wurde im Alter von 63 Vater. So konnte er seiner Familie das Haus Egelborg erhalten.
Clemens von Oer war Rittergutsbesitzer auf Haus Nottbeck im Kreis Beckum. Von 1788 bis 1802 diente er dem fürstbischöflichen münsterischen Militär. Am 22. Oktober 1805 wurde er auf Vorschlag der kreisgesessenen Gutsbesitzer zum Landrat des Kreises Beckum ernannt. Am 10. März 1809 war seine Ernennung zum Unterpräfekten in Coesfeld. Zwei Jahre später erhielt er die Ernennung zum Unterpräfekten im Arrondissement Steinfurt und wurde 1813 Kreiskommissar im Kreis Steinfurt. Am 9. August 1816 wurde er unter Vorbehalt der Zustimmung durch den preußischen König durch die Regierung Münster zum Landrat des Kreises Beckum ernannt. Am 16. Januar 1817 erfolgte die definitive Ernennung. Auf eigenen Wunsch wurde er am 12. März 1827 aus dem Staatsdienst entlassen.

## Familie
Am 17. Dezember 1805 heiratete er in Legden Maria Theresia Freiin  Vrints zu Treuenfeld. Aus der Ehe gingen zwei Söhne hervor.
Maximilian war Dichter und Schriftsteller, Theobald Kunstmaler und Illustrator.